# Allison J. Doupe
Allison Jane Doupe (1954– 24 de octubre de 2014) fue una psiquiatra canadiense influyente, bióloga, y neurocientífica. Conocida por su trabajo pionero en neurociencia aviar enlazando el canto aviar con las lenguas humanas, mostrando que los pájaros y los humanos aprenden para comunicar en maneras similares.

## Biografía
Después de graduarse por McGill Universidad, Doupe obtuvo su MD y PhD en neurobiología por la Universidad de Harvard. Se unió a la Universidad de California, San Francisco, en los Departamentos de Psiquiatría y Fisiología en 1993.
Falleció el 24 de octubre de 2014, de cáncer.

## Algunas publicaciones
- Brainard, Michael S.; Doupe, Allison J. (13 de abril de 2000). «Interruption of a basal ganglia–forebrain circuit prevents plasticity of learned vocalizations». Nature 404 (6779): 762-766. PMID 10783889. doi:10.1038/35008083.

- Allison J. Doupe; Patricia K. Kuhl. 1999 Birdsong and human speech: common themes and mechanisms. Annual Review of Neuroscience 22: 567–631.

## Premios
- 1993 Klingenstein Camaradería[3]
- 1993 Searle Beca[4]
- 2012 W. Premio de Spencer del Alden
- 2014 Pradel Premio de Búsqueda[5]